# Atomosia arkansensis
Atomosia arkansensis är en tvåvingeart som beskrevs av Barnes 2008. Atomosia arkansensis ingår i släktet Atomosia och familjen rovflugor.
Artens utbredningsområde är Arkansas. Inga underarter finns listade i Catalogue of Life.